# يوهان لاكور
يوهان لاكور (بالفرنسية: Yoann Lachor)‏ (مواليد 17 يناير 1976 في إيرسورلاليس - فرنسا) لاعب كرة قدم فرنسي يلعب حاليا لصالح نادي الدرجة الأولى بولوني الفرنسي منذ 2008 في مركز قلب الدفاع .

## روابط خارجية
- يوهان لاكور على موقع قاعدة بيانات كرة القدم.إي يو (الإنجليزية)
- يوهان لاكور على موقع ليكيب (الفرنسية)